# Draculoides kryptus
Espèce
Synonymes
- Paradraculoides kryptus Harvey, Berry, Edward & Humphreys, 2008

Draculoides kryptus est une espèce de schizomides de la famille des Hubbardiidae.

## Distribution
Cette espèce est endémique du Pilbara en Australie-Occidentale,. Elle se rencontre dans la vallée de la Robe River vers Pannawonica.

## Description
Le mâle holotype mesure 4,60 mm et la femelle paratype 4,04 mm.

## Systématique et taxinomie
Cette espèce a été décrite sous le protonyme Paradraculoides kryptus par Harvey, Berry, Edward et Humphreys en 2008. Elle est placée dans le genre Draculoides par Abrams, Huey, Hillyer, Humphreys, Didham et Harvey en 2019.

## Publication originale
- Harvey, Berry, Edward & Humphreys, 2008 : « Molecular and morphological systematics of hypogean schizomids (Schizomida: Hubbardiidae) in semiarid Australia. » Invertebrate Systematics, vol. 22, no 2, p. 167-194.